# Catedral de la Santísima Trinidad y San Antonio de Padua (Zipaquirá)
La Catedral de la Santísima Trinidad, San Antonio de Padua y Nuestra Señora de la Asunción de Zipaquirá, es un templo catedralicio colombiana de culto católico dedicada bajo la advocación conjunta de la Santísima Trinidad, San Antonio de Padua y Nuestra Señora de la Asunción. Se localiza en el costado norte de la Plaza de los Comuneros, en pleno centro histórico del municipio de Zipaquirá (Cundinamarca) y es el principal templo de la Diócesis de Zipaquirá. El templo es más conocido simplemente como Parroquia de la Santísima Trinidad, San Antonio de Padua y Nuestra Señora de la Asunción - Catedral de Zipaquirá, para distinguirla de la Catedral de Sal, la cual está ubicada en el mismo municipio, siendo esta en realidad un sitio turístico y no una sede episcopal.
El templo en forma basilical fue diseñado por Fray Domingo de Petrés (el mismo que diseñó las Catedrales Basílicas Metropolitanas de Bogotá y de Santa Fe de Antioquia y la Catedral de Facatativá), su construcción comenzó en 1805 y tardó 111 años en finalizarse, hasta que fue inaugurada y consagrada el 19 de noviembre de 1916 por el Arzobispo de Bogotá, Bernardo Herrera Restrepo. El sector histórico de Zipaquirá (incluyendo la catedral), fue declarado Monumento Nacional de Colombia por resolución 002 del 12 de marzo de 1982.

## Galería

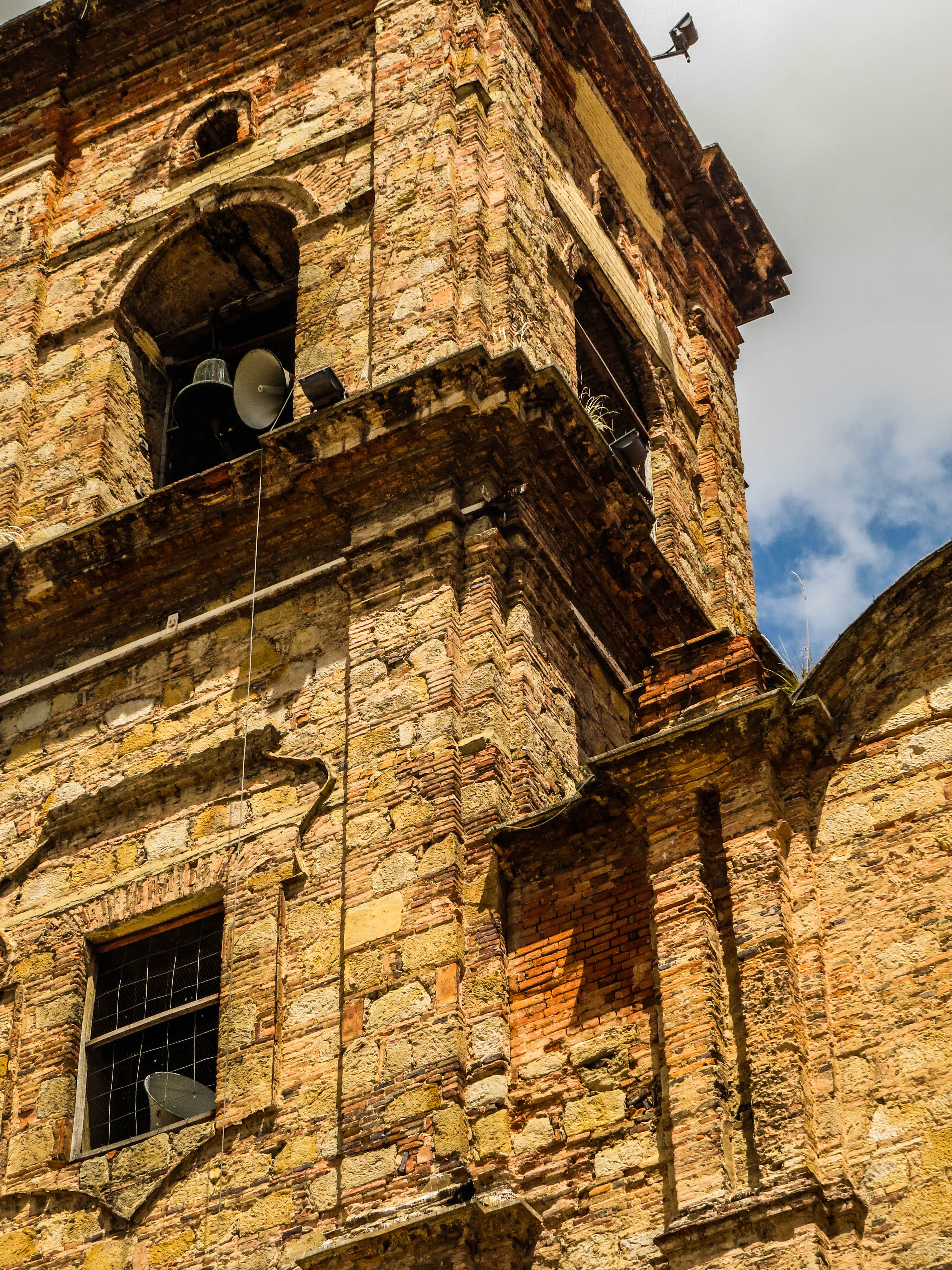
Torre Occidental Campanario de la Catedral
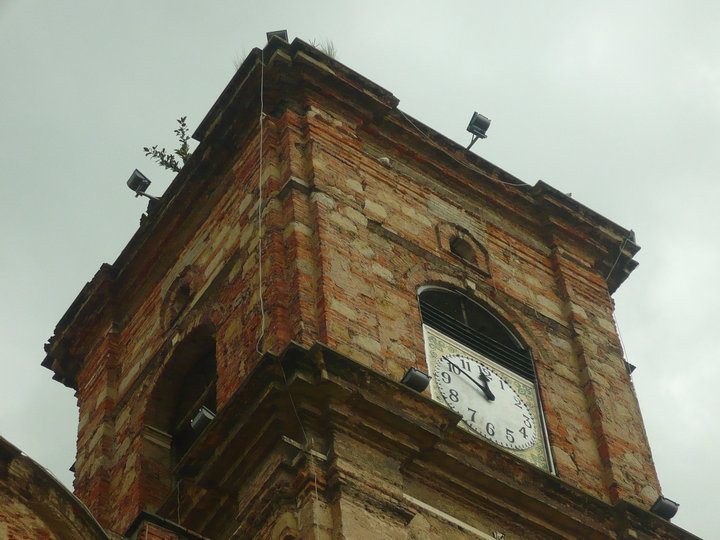
Torre Oriental Torre del Reloj de la Catedral
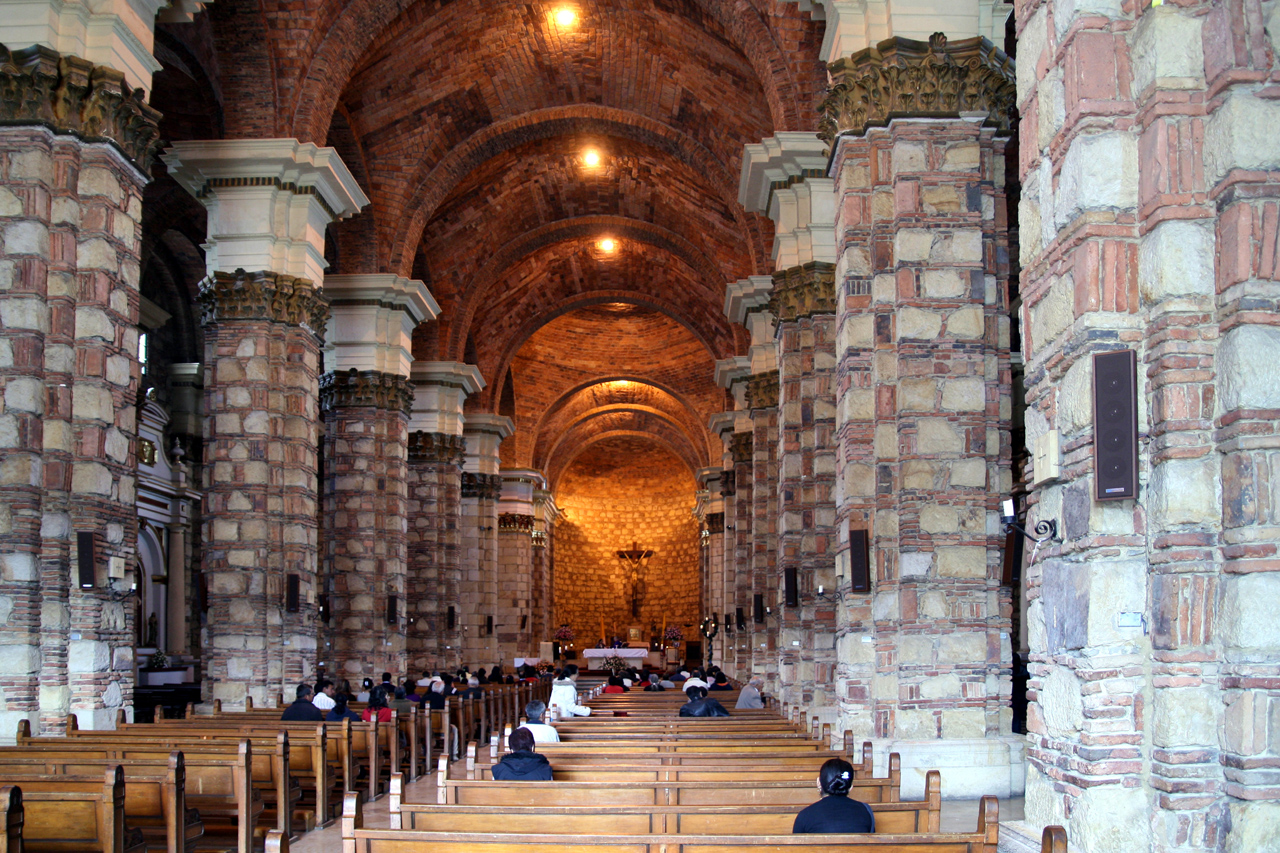
Interior de la Catedral
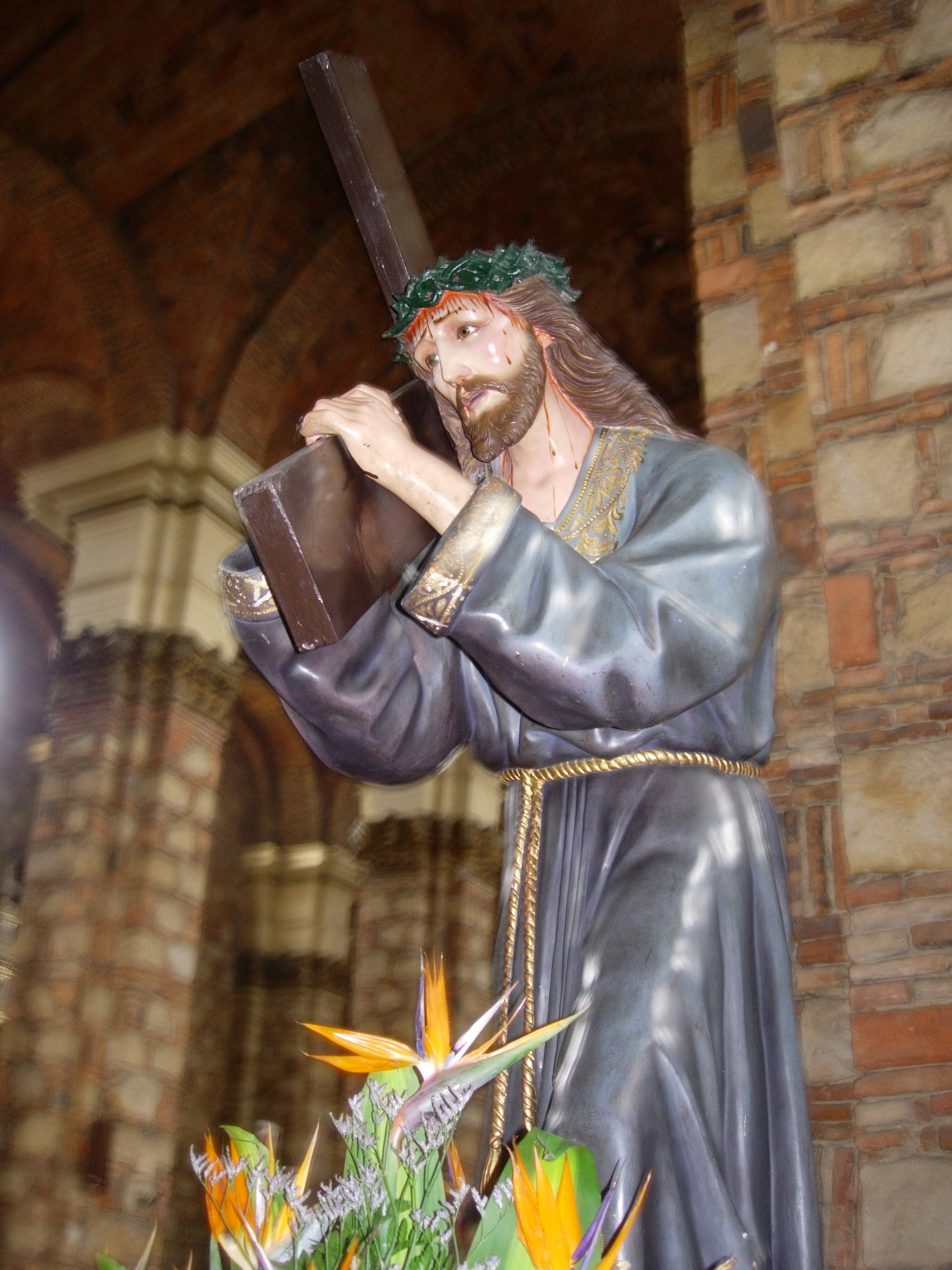
Nazareno en el interior de la Catedral
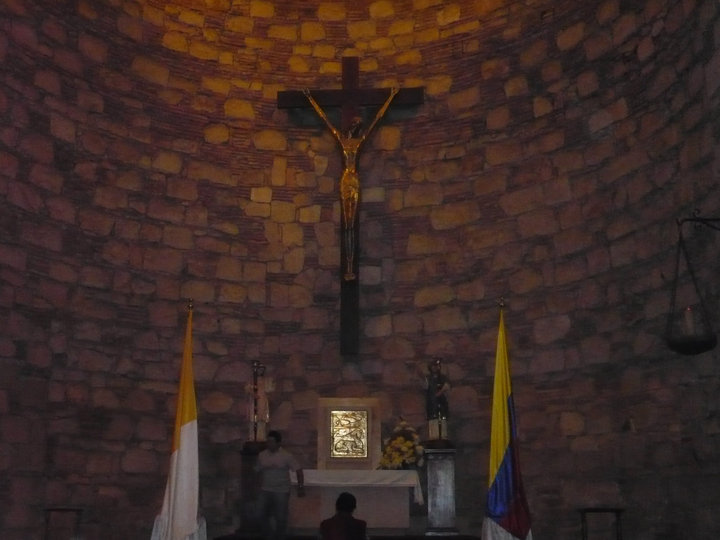
Cristo de Oro en el Altar de la Catedral
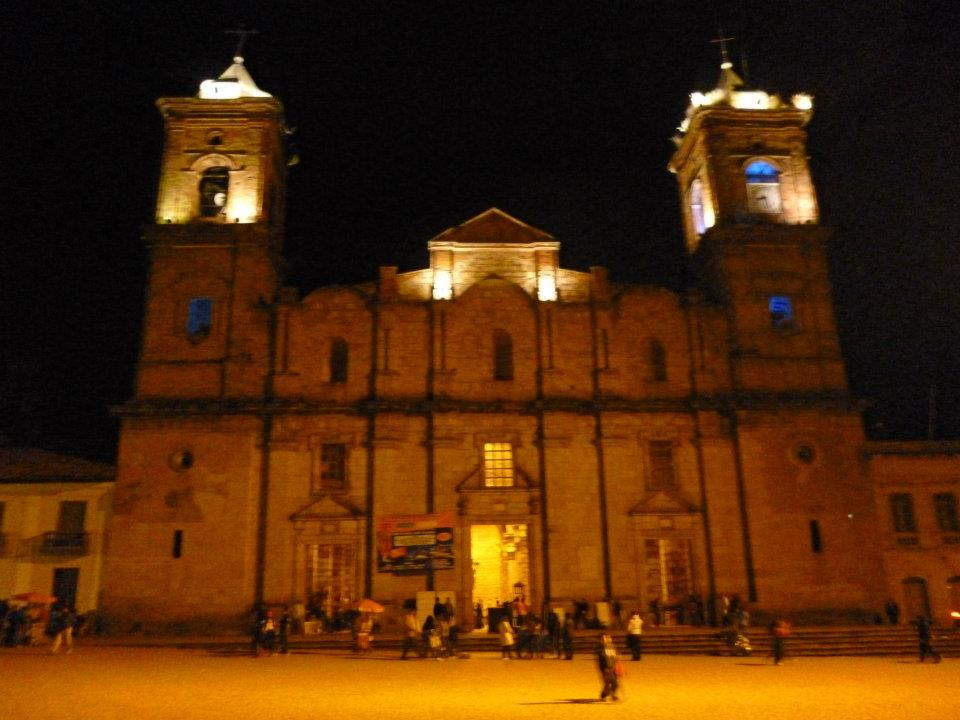
La Catedral de Noche